# Rick's Cafè
El Rick's Cafè (Rick's Cafe Americain en l'original anglès) és el cabaret fictici que apareix a la pel·lícula Casablanca
Encara que el film es va rodar íntegrament a Hollywood, la majoria dels espectadors van creure que es va filmar realment al Marroc. Tant és així que hi va haver una forta demanda dels turistes que volien prendre un glop al cafè de Rick, que no existia.
A la pel·lícula, aquest establiment estava regentat per Rick Blaine (Humphrey Bogart), un nord-americà cínic i amargat, expatriat per causes desconegudes, que administra el local nocturn més popular de Casablanca. Aquest és un lloc exclusiu i un antre de joc que atreu una clientela variada: partidaris de la França de Vichy, oficials de l'Alemanya nazi, exiliats polítics i lladres.
La recreació actual es va inaugurar l'1 de març de 2004, i està decorat com l'original de la pel·lícula. Situat en una antiga mansió, construït a les parets de l'antiga Medina de Casablanca, el restaurant-piano-bar està ple de detalls arquitectònics i decoratius que recorden la pel·lícula: arcades corbes, una barra tallada, balcons, baranes, etc. També hi ha un autèntic piano Pleyel de la dècada dels 30 i la cançó As Time Goes By, popularitzada al film', és una petició comuna dels clients.